# Blind Faith (album)
Blind Faith is het gelijknamige album van de Britse band Blind Faith. Het is het enige studioalbum dat deze band heeft gemaakt, de groep is ongeveer een jaar na de oprichting al weer uiteen gevallen.

## Muzikanten
- Steve Winwood – keyboards, zang, gitaar, basgitaar op Presence of the Lord
- Eric Clapton – gitaar, zang op Do what you like
- Rick Grech – basgitaar, viool op Sea of joy, zang op Do what you like
- Ginger Baker – drums, percussie, zang op Do what you like

Blind Faith werd een supergroep genoemd, een begrip dat zijn intrede deed in de jaren zestig en gebruikt wordt voor bands waarvan de leden al eerder bekend zijn geworden met een andere band. Andere bekende supergroepen zijn onder meer Crosby, Stills & Nash (& Young), Humble Pie, Emerson, Lake & Palmer, Bad Company, Asia en Traveling Wilburys.
Steve Winwood had eerder gespeeld in de Spencer Davis Group (bekend van Gimme some loving en I'm a man) en Traffic (die onder meer een hit had met Paper sun en Hole in My Shoe). Eric Clapton was eerder lid van The Yardbirds, John Mayall's Bluesbreakers en Cream, waarin Ginger Baker ook mee speelde. Cream is onder meer bekend van White room en Sunshine of your love. Rick Grech was afkomstig uit de band Family.
Voordat het album werd uitgebracht, gaf Blind Faith een eerste (gratis) optreden in het Hyde Park in Londen. Bij dat concert waren circa 100.000 toeschouwers. De band is in oktober 1969 opgeheven. Eric Clapton is verder gegaan met Delaney, Bonnie & Friends, waar hij maar een bescheiden positie had, en daarna met Derek & the Dominos (die de monsterhit Layla uitbrachten). Daarna begon hij aan een zeer succesvolle solo-carrière. Steve Winwood vormde opnieuw de band Traffic, met bassist Rick Grech (die later in een paar andere bands heeft gespeeld). Ginger Baker richtte Ginger Baker's Airforce op.

## Muziek
Blind Faith speelt een combinatie van rock en blues, zoals Cream voorheen ook speelde, maar dan gemengd met wat lichtere muziek, en folk invloeden (zoals bekend van Traffic). De openingstrack Had to cry today heeft een stevige gitaarsound en een langzamer middenstuk. Het nummer duurt bijna negen minuten. Can't find my way home is een melancholisch akoestisch folky nummer dat o.a. gecoverd is door Yvonne Elliman, Joe Cocker, Elkie Brooks en Alison Krauss. Het rockende Well allright is geschreven door Buddy Holly en zijn band The Crickets (als B-kant van de single Heartbeat) , en is later een hit geworden van Santana. De rock ballad Presence of the lord begint als een rustig melodieus nummer, maar halverwege volgt een gitaarsolo met wah-wah effecten, waarna de gitaar gedurende de rest van het nummer nadrukkelijk aanwezig blijft. Dit nummer is gecoverd door Meat Loaf. Sea of joy is een mixture van rock, folk en country met een gevoelige solo van de viool. Het slotnummer Do what you like duurt ruim een kwartier en bestaat grotendeels uit solo’s van de afzonderlijke bandleden.

### kant een
1. Had to cry today – (Steve Winwood) - 8:49
2. Can't find my way home – (Steve Winwood) – 3:17
3. Well allright – (Buddy Holly, Norman Petty, Jerry Allison & Joe Mauldin) – 4:28
4. Presence of the Lord – (Eric Clapton) – 4:56

### kant twee
1. Sea of joy – (Steve Winwood) – 5:22
2. Do what you like – (Ginger Baker) – 15:20

### De Luxe Editie januari 2001
In januari 2001 is een De Luxe Edition verschenen, met 9 bonus tracks. Van deze bonustracks staan er vier op disc één en de overige vijf bonustracks staan op een tweede disc. De meeste bonustracks zijn geschreven door Steve Winwood, Sleeping in the ground is van de Amerikaanse bluesartiest Sam Myers en daarnaast zijn er vier jams toegevoegd die elk circa vijftien minuten duren.

### 4 bonustracks op disc één
1. Sleeping in the ground – (Sam Myers) – 2:49
2. Can't find my way home (elektrische versie) – (Steve Winwood) – 5:40
3. Akoestische jam – (Steve Winwood, Eric Clapton, Rick Grech en Ginger Baker) – 15:50
4. Time winds – (Steve Winwood) – 3:15

### 5 bonus tracks op disc twee
1. Sleeping in the ground (slow blues versie) – (Sam Myers) - 4:44
2. Jam no. 1: Very long and good jam – (Steve Winwood, Eric Clapton en Ginger Baker) -14:01
3. Jam no. 2: Slow jam no. 1 - (Steve Winwood, Eric Clapton en Ginger Baker) – 15:06
4. Jam no. 3: Change of adress jam (Steve Winwood, Eric Clapton en Ginger Baker) 12:06
5. Jam no. 4: Slow jam no. 2 (Steve Winwood, Eric Clapton en Ginger Baker) – 16:06

Gastmuzikant Guy Warner speelt percussie op de jamsessies op de bonustracks van dit album.

## Album
Het album Blind Faith is opgenomen in 1969, deels in de Morgan Studios en deels in de Olympic Studios, beide in Londen. De opnames in de Morgan Studios zijn gemaakt in februari, maart en juni, de opnames in de Olympic Studios in mei en juni. Het album is gemixt in de Olympic Studios door producer Jimmy Miller, die o.a. ook gewerkt heeft met The Rolling Stones, Traffic en Spooky Tooth. Voor de productie van het album heeft hij samen gewerkt met de geluidstechnici George Chkiantz, Keith Harwood, Andy Johns en Alan O'Duffy. De plaat is uitgebracht in juli 1969 op Atco Records (Verenigde Staten) en Polydor Records (onder meer in Europa, Zuid-Amerika en Australië). Het album is vanaf 1986 ook op CD verkrijgbaar. Het is gemasterd voor Compact Disc door Dennis M. Drake.
De heruitgave is uitgebracht in januari 2001 en geproduceerd door Bill Levenson (producer, speciaal voor compilaties en heruitgaven, onder anderen voor The Allman Brothers, Emerson, Lake & Palmer, Derek & the Dominos en The Velvet Underground). De bonustracks zijn gemixt in de Universal Mastering Studios in New York door Suha Gur.
De hoes van dit album is ontworpen door Bob Seidemann, die ook hoezen heeft ontworpen voor o.a. Janis Joplin, Neil Young en The Grateful Dead. Op de voorkant van de hoes staat een foto van een topless tienermeisje met een zilverkleurig vliegtuig in haar hand, wat nogal wat kritiek heeft veroorzaakt. De hoes is in veel landen vervangen door een foto van de band. Het Amerikaanse tijdschrift Rolling Stone plaatste dit album op de lijst Banned in the U.S.A.: 20 Wildest Censored Album Covers.
Er zijn twee singles verschenen die afkomstig zijn van dit album: Well allright/Can't find my way home en Presence of the Lord/Sea of Joy. Op de site van Discogs is de discografie van Blind Faith te vinden.

## Ontvangst
Het album werd positief ontvangen. De plaat behaalde een eerste plaats in de Verenigde Staten en Groot-Brittannië en een aantal Europese landen, waaronder Nederland. In Engeland en Canada ontving de groep een gouden plaat en in onder meer Nederland en de Verenigde Staten ontving het album zelfs platina. Wereldwijd werden er acht miljoen exemplaren van dit album verkocht. De single Well allright haalde de twintigste plaats in Nederland.
Het album werd door AllMusic gewaardeerd met vier sterren (op een maximum van vijf). Het tijdschrift Rolling Stone plaatste dit album op nummer 14 van de 30 Best One Album Wonders.